# Aqueduc romain de Carhaix-Plouguer
L'aqueduc romain de Carhaix-Plouguer est un ensemble de deux aqueducs gallo-romain permettant d'alimenter la ville de Vorgium. Long de 11 km et de 27 km, l'aqueduc était alimenté par de nombreuses sources et ruisseaux situés au sud-est de la ville.
Les restes de l'aqueduc situés rue de l'Aqueduc-Romain à Carhaix sont classés au titre des monuments historiques par la liste de 1862.

## Deux aqueducs
Un premier aqueduc fut construit pendant la seconde moitié du Ier siècle, acheminant les eaux d'un ruisseau distant de 11 km ; il contournait les inégalités du relief afin de suivre une pente régulière, mais il fallut toutefois construire à l'entrée de Vorgium un pont-aqueduc long d'un kilomètre et haut de 14 m pour que l'eau parvienne à un château d'eau situé en haut de l'agglomération. Ce premier aqueduc fut construit en partie en conduits de bois reliés par des plaques de fer et pour partie maçonné. 
Le second aqueduc qui date de la fin du IIe siècle, partant des actuelles communes de Paule et Glomel, parcourt un tracé sinueux de 27 km, avec une pente moyenne de 0,27 m/km, pour acheminer l'eau au prix de quelques prouesses techniques comme la construction d'un tunnel long de 0,9 km (près du lieu-dit Kervoaguel au Moustoir) et d'un aqueduc de même longueur et haut de 13 mètres près du lieu-dit Kerampest. Son tracé a été scientifiquement déterminé en 1982 par l'ingénieur TPE Emile Guyomard (1915-1988). Cependant, il était alors persuadé que l'aqueduc avait franchi la vallée de Kerempest par un "siphon inversé", en l'absence à cette époque de découverte de toute trace d'un pont-aqueduc.

## Éléments subsistants
- zone d'activités de la Villeneuve (48° 16′ 33″ N, 3° 32′ 21″ O)
- rue de l’Aqueduc romain[1] (48° 16′ 47″ N, 3° 34′ 06″ O)